# Cryptonanus unduaviensis
Cryptonanus unduaviensis is een opossum uit het geslacht Cryptonanus die voorkomt in Oost-Bolivia. Tot 2005, toen Voss et al. (2005) het geslacht Cryptonanus beschreven, werd hij als een synoniem van Gracilinanus agilis gezien. Anderson (1997) beschouwde unduaviensis als een ondersoort, Gracilinanus agilis unduaviensis, maar van de zeven exemplaren die hij als die ondersoort identificeerde zijn er twee (het holotype en het paratype) echt C. unduaviensis, drie anderen zijn Marmosops noctivagus, en de andere twee konden Voss et al. niet vinden. Veel materiaal dat door Anderson als Gracilinanus agilis buenavistae werd geïdentificeerd was echter wel C. unduaviensis.
Oorspronkelijk werd hij beschreven (als Marmosa unduaviensis) op basis van twee exemplaren, het holotype AMNH 72563 en een paratype, uit Pitiguaya aan de Río Unduavi in het departement La Paz in Bolivia.
C. unduaviensis is een van de grootste soorten van het geslacht (kop-romplengte 86–121 mm; staartlengte 112–135 mm; achtervoet 15–19 mm; oorlengte 14–18 mm; gewicht 18-40 g). De buikvacht is grijs- of witachtig. De rugvacht is dof grijsachtig bruin bij de meeste exemplaren, maar enkele (mogelijk behandeld met borax of iets dergelijks) zijn roodachtig.